# Strausberg
Strausberg is een gemeente in de Duitse deelstaat Brandenburg, gelegen in de Landkreis Märkisch-Oderland. De stad telt 26.939 inwoners.

## Vervoer
Strausberg is een stad met een tramlijn, de Strausberger Eisenbahn (lijn 89), waarvoor zelfs een museum bestaat. Deze tramlijn geeft aansluiting op het Berlijnse S-Bahn station Strausberg Hauphbahnhof gelegen aan de spoorlijn Berlin-Lichtenberg - Kostrzyn (Polen). Vanaf dit station takt de S-Bahn van de hoofdlijn af als een zijlijn naar Strausberg Nord met tussenhaltes bij Hegermühle en Strausberg Stadt. Strausberg heeft ook een klein vliegveldje.

## Geografie
Strausberg heeft een oppervlakte van 67,86 km² en ligt in het oosten van Duitsland.

## Demografie
| Jaar | Bevolking |
| ---- | --------- |
| 1998 | 26.445    |
| 1999 | 26.370    |
| 2000 | 26.221    |
| 2001 | 26.512    |
| 2002 | 26.629    |

| Jaar | Bevolking |
| ---- | --------- |
| 2003 | 26.644    |
| 2004 | 26.593    |
| 2005 | 26.533    |
| 2006 | 26.238    |
| 2007 | 26.153    |

## Sport en recreatie
- De plaatselijke voetbalclub heet FC Strausberg.
- Aan de zuidzijde van Strausberg loopt door de wijk Hegermühle de Europese wandelroute E11. De E11 loopt van Den Haag naar het oosten, op dit moment de grens Polen/Litouwen. De route komt van Altlandsberg via Spitzmühle, de oostzijde van de Bötzsee en het dorpje Postbruch, en vervolgt via Rehfelde naar Garzau.

## Afbeeldingen

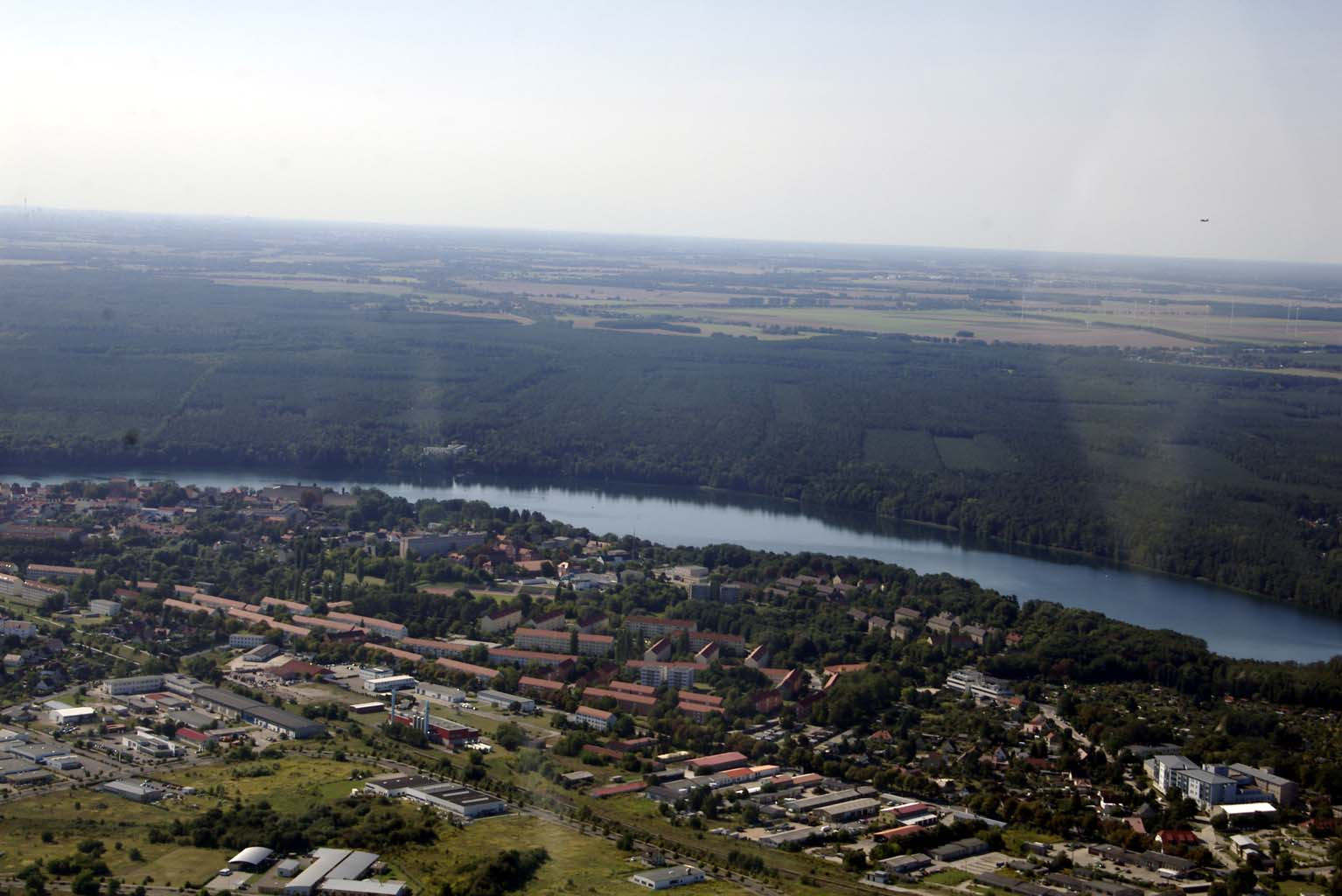
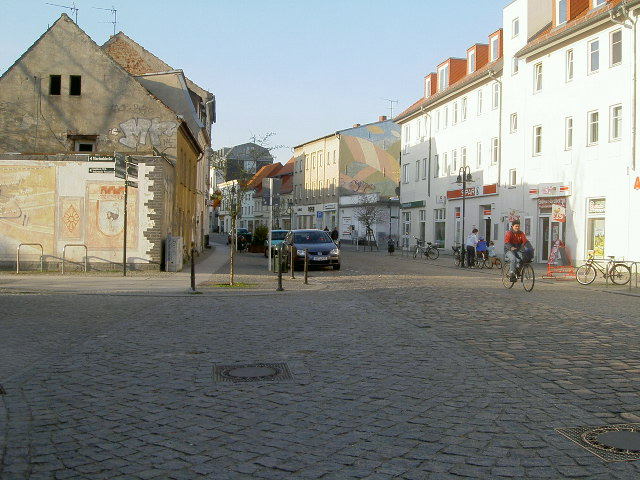

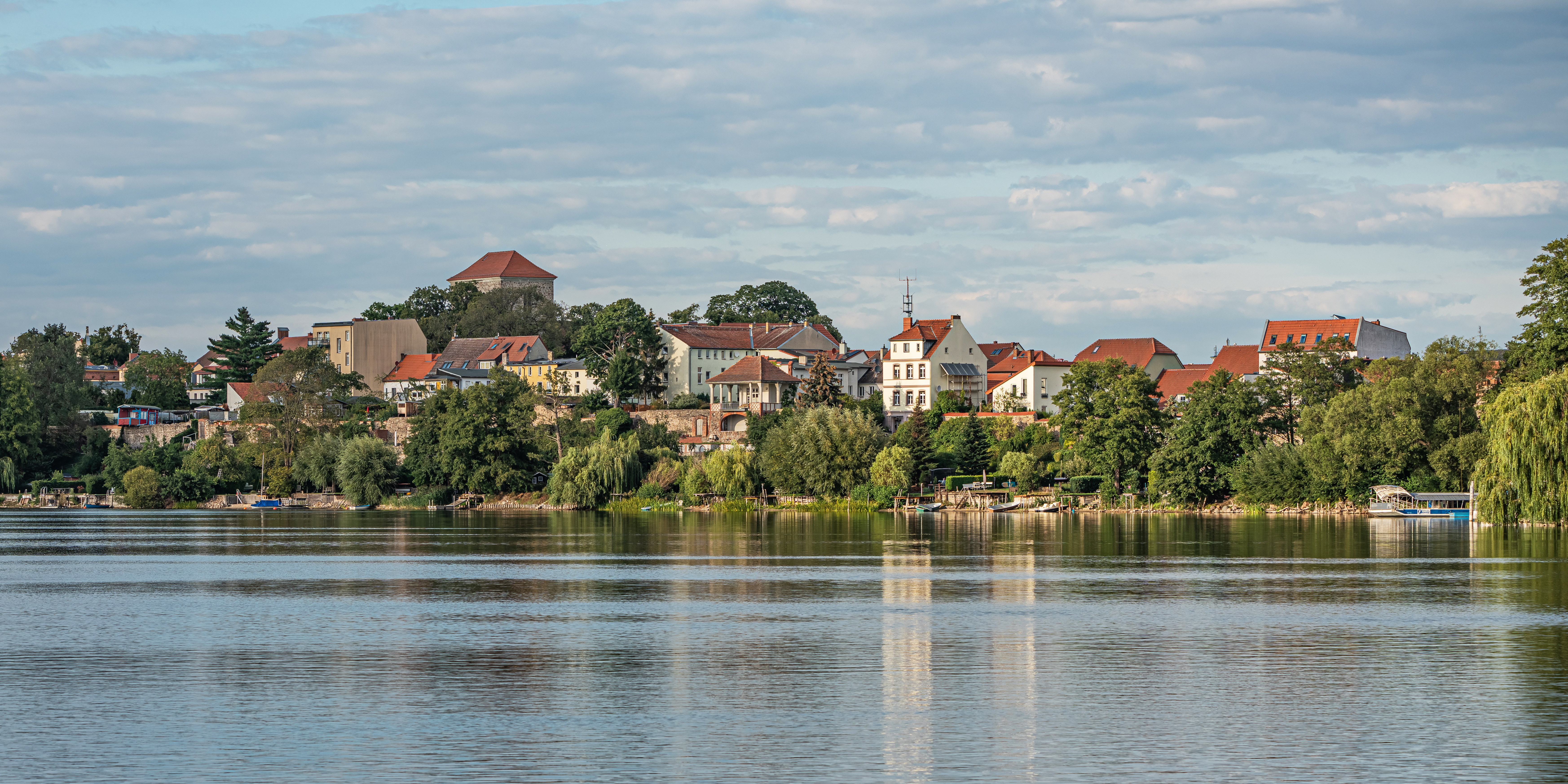
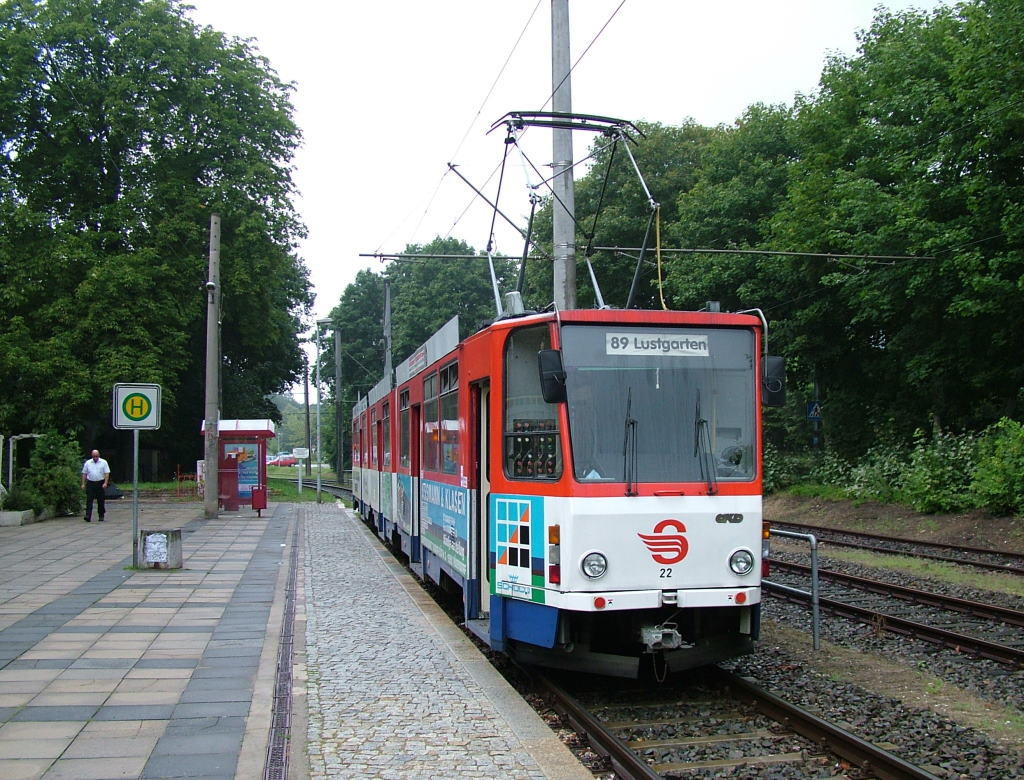

## Geboren
- Hannes Wilksch (30 oktober 2001), wielrenner

## Stedenbanden
- Hamont-Achel - België
- Dębno - Polen
- Frankenthal - Duitsland
- Theresienstadt - Tsjechië